# Augochlora iheringi
Augochlora iheringi là một loài Hymenoptera trong họ Halictidae. Loài này được Cockerell mô tả khoa học năm 1900.